# Limoeiro do Ajuru
Limoeiro do Ajuru este un oraș în Pará (PA), Brazilia.